# Tour Égée
Tour First  är en skyskrapa i La Défense i Paris storstadsområde, Frankrike. Byggnaden är 155 meter och 40 våningar hög. Tornet har Eliors huvudkontor samt några av dess dotterbolag. Företaget Egencia, ett dotterbolag till Expedia, har också flera våningar. Det är nästan identiskt med Tour Adria.